# Willem van Aelst
Willem van Aelst (Delft, 16 maggio 1627 – Amsterdam, dopo il 1683) è stato un pittore olandese, soprattutto di fiori e nature morte.

## Biografia
Figlio di un notaio, imparò a dipingere da suo zio, Evert van Aelst, a Delft. Nel 1643 venne preso alla scuola di pittori Sint-Lucasgilde. Nel 1645 si trasferì in Francia per accrescere le sue doti artistiche. 
Nel 1649 si trasferì a Firenze alla corte del Granduca di Toscana Ferdinando II de' Medici.
Qui Willem iniziò a dipingere la nature morte, ancora visibili a Palazzo Pitti. Divenne poi socio del clan dei pittori di Bentvueghels.
Nel 1657 tornò nei Paesi Bassi accompagnato dall'amico Otto Marseus van Schrieck. Da Delft si trasferì subito ad Amsterdam. Qui, per il resto dei suoi anni, si dedicò a realizzazioni di nature morte.
Le sue opere si trovano nel museo Mauritshuis del L'Aia, nel National Gallery of Art di Washington e nel Rijksmuseum di Amsterdam.